# Wojsława
Wojsława, Wojesława – staropolskie imię żeńskie, złożone z członów Woj- ("wojownik") i -sława ("sława"). Oznacza "tę, która zdobywa sławę w wojnach", "sławną wojowniczkę". Imię to mogło być skracane również do formy Wisława. Jego męskim odpowiednikiem jest Wojsław.
Wojsława imieniny obchodzi 2 listopada, jako wspomnienie bł. Wojsława z Prus, wspominanego razem z bł. Konradem.
Znane osoby, noszące to imię: 
- Wojsława (zm. 1172) – księżna czrezpieniańska, obodrzycka i meklemburska.
- Wojsława Bogusławówna (zm. 1229) – księżniczka pomorska, córka Bogusława II, księcia pomorskiego na Szczecinie i Mirosławy.
- Wojsława Feodora z Meklemburgii-Schwerinu (1918–2019) – księżniczka Meklemburgii-Schwerinu, księżna Reuss.